# Syrische Botschaft in Berlin

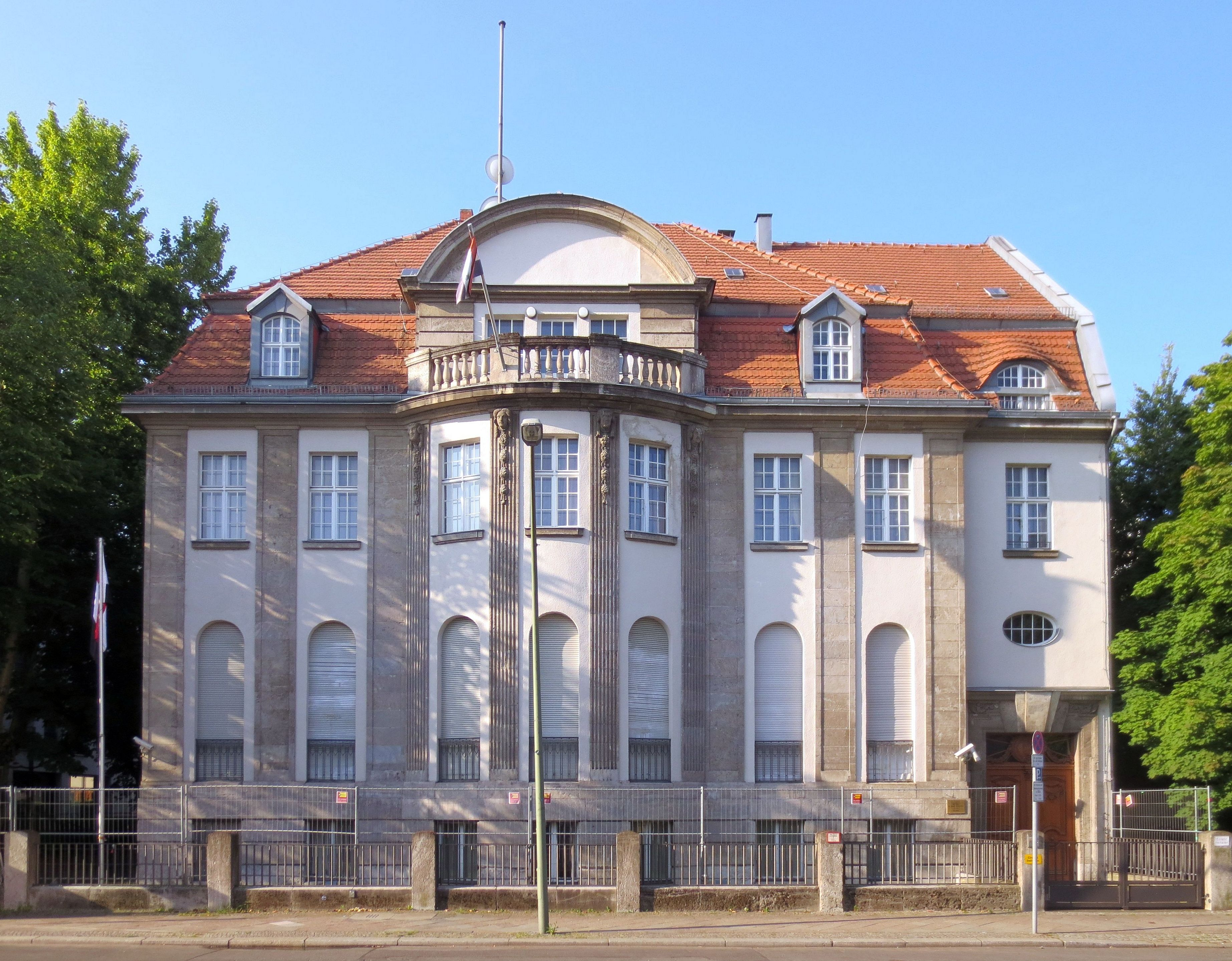
Botschaft Syriens in der Rauchstraße 25 in Berlin-Tiergarten

Die syrische Botschaft in Berlin (offiziell: Botschaft der Arabischen Republik Syrien, arabisch سفارة الجمهورية العربية السورية في برلين) ist der Hauptsitz der diplomatischen Vertretung Syriens in Deutschland. Das Botschaftsgebäude befindet sich in der Rauchstraße 25 im Ortsteil Tiergarten des Bezirks Mitte. Der Botschaft in Berlin untersteht ein Honorarkonsulat in Bremen.
Leiter der Botschaft ist der Geschäftsträger a. i. Abdulkareem Khwanda (Stand: 2023).

## Geschichte
Erster diplomatischer Vertreter Syriens in Berlin war Ibrahim al-Istiwani, der 1939 als Handelsattaché an der französischen Botschaft in Berlin akkreditiert war. Ab 1950 war al-Istiwani dann syrischer Generalkonsul in Köln. Am 14. Oktober 1952 nahmen die Bundesrepublik Deutschland und Syrien  diplomatische Beziehungen auf. Von 1953 bis 1999 befand sich die Botschaft Syriens in Bonn, zunächst in der Kronprinzenstraße 2 und dann ab 1990 in der Andreas-Hermes-Straße 5.
Die DDR nahm am 5. Juni 1969 diplomatische Beziehungen zu Syrien auf. Der Botschaftssitz befand sich in der Otto-Grotewohl-Straße 3a (jetzt: Wilhelmstraße 66) in Berlin-Mitte.
Mit dem Hauptstadtbeschluss (Verlegung des Parlaments- und Regierungssitzes nach Berlin) war eine Verlagerung der Botschaft nach Berlin verbunden. Dazu erwarb Syrien 2002 die Stadtvilla in der Rauchstraße 25 und ließ sie zur Botschaft umbauen.
Botschaft seit dem Bürgerkrieg
Im Jahr 2011 begann der syrische Bürgerkrieg. Anfang Februar 2012 wurden zwei syrische Spione in Berlin festgenommen, und in der Folge wurden vier syrische Diplomaten ausgewiesen. Nach der Ausweisung des syrischen Botschafters Radwan Loutfi am 29. Mai 2012 wegen des Massakers von Hula folgte eine Ausweisung von weiteren vier Diplomaten Anfang Dezember 2012. Der damalige Bundesaußenminister Guido Westerwelle wollte damit die „Beziehungen zum Assad-Regime auf ein absolutes Minimum“ reduzieren. Die Botschaft war bis Mitte 2020 geschlossen. Seitdem ist der Betrieb wieder aufgenommen worden.

## Gebäude
Die Villa in der Rauchstraße 25 ist das einzige Gebäude des Blocks, das Bombenkrieg und Umbauten der Nachkriegszeit überstanden hat. Das Stadtpalais wurde 1912 nach Plänen von Georg Albert Rathenau und Friedrich August Hartmann im neoklassizistisch geprägten Reformstil errichtet. Das Gebäude besitzt ein Souterrain, zwei Vollgeschosse und ein ausgebautes Dachgeschoss mit Gaubenfenstern unter dem Mansarddach. Über dem niedrigen Sockelgeschoss erheben sich breite Pilaster aus Muschelkalk, die mit Bauschmuck verziert sind. Die mittlere Achse der Fassade ist als zur Straße hin gewölbter Mittelrisalit gestaltet, die durch einen Balkon auf Ebene des Dachgeschosses abgeschlossen wird.
Das Gebäude wurde 2002/2003 umgebaut und beherbergt seitdem die syrische Botschaft. Architekt des Umbaus war Abdalrahman Mahamid. Die repräsentativen Räume befinden sich im ersten Vollgeschoss, Büro- und Verwaltung ein Stockwerk höher. Dem Altbau wurde ein Anbau hinzugefügt.